# Michèle Thibodeau-DeGuire
Pour les articles homonymes, voir Thibodeau.
Michèle Thibodeau-DeGuire est une ingénieure québécoise née en 1941 à Montréal. Elle est la principale et présidente du conseil d'administration de la Corporation de l'École polytechnique de Montréal ,.
Elle a été la première femme ingénieure-conseil au Québec.

## Biographie
Michèle Thibodeau-DeGuire est l'aînée d'une famille de 4 enfants. Elle reçoit son diplôme du Couvent Sacré-Coeur en 1957. Alors qu'elle a 17 ans, son père, architecte, l'encourage à s'inscrire à l'École polytechnique,. Elle devient la première femme diplômée en génie civil, et la quatrième femme diplômée de l'École Polytechnique de Montréal en 1963,. Elle a été présidente de l'Association des diplômés de Polytechnique (ADP) en 1977.
En 1963, elle est ingénieure en structures chez Lalonde Girouard Letendre. En 1975, elle devient ingénieure-conseil chez Francis Boulva et associés. Elle travaille notamment sur la construction des murs et ponts sur l'autoroute Décarie,,.
De 1982 à 1984, elle est déléguée générale du Québec à Boston. Elle est la première femme à occuper un poste de déléguée générale du Québec à l'étranger.
Puis en 1985, elle rejoint l'École polytechnique de Montréal, d'abord en qualité d'adjointe du président, puis un an plus tard (1986) en tant que directrice des relations publiques. En décembre 1989, elle est responsable de la communication de l'établissement lorsqu'éclate la tuerie de l'École polytechnique de Montréal.
D'avril 1991 au 31 décembre 2012, elle est présidente et directrice générale de Centraide du Grand-Montréal. Elle est à l'origine, entre autres, du projet 1, 2, 3, GO destiné à venir en aide aux enfants des quartiers défavorisés. Sous sa direction, les sommes recueillies sont passées de 23 à 58,7 millions, principalement en faisant passer le nombre de grands donateurs (donations de plus de $1000) de 300 à 8000. En 2013, Centraide du Grand Montréal crée le prix Michèle-Thibodeau-DeGuire, en son honneur,.
En janvier 2013, elle succède à Bernard Lamarre au poste de présidente du conseil d'administration de la Corporation de l'École polytechnique de Montréal,. Elle devient la première femme à occuper cette fonction.

## Vie privée
Michèle Thibodeau-DeGuire a épousé Pierre-André DeGuire (1940-2018) en 1963. Ils ont eu deux enfants : Caroline (1970) et Bernard (1972).

## Distinctions
- 1991 : Membre de l'Académie Canadienne du Génie
- 1994 :
  - Prix Mérite de l'Association des diplômés de l'École polytechnique de Montréal[8]
  - Bâtisseur du mois, Revue Commerce[1]
- 1995 : 
  - Ordre du Mérite de l'Association des diplômés de l'Université de Montréal[8]
  - Grand prix d'excellence de l'Ordre des ingénieurs du Québec[8]
  - Prix décerné par le Conseil canadien des ingénieurs
- 1999 :
  - Personnalité de l'année Richelieu International
  - Personnalité de l'année du journal Les Affaires[1]
- 2001 :
  - McGill Management Achievement Award[5]
  - Grande Montréalaise de l'Académie des Grands Montréalais[8]
- 2003 :
  - Membre de l'Ordre du Canada[1]
  - Prix décerné par le John Molson School of Business de l'Université Concordia
- 2005 :
  - Chevalier de l'Ordre national du Québec[1]
  - Doctorat honorifique de l'Université de Montréal (HEC)
- 2006 : Doctorat honorifique de l'Université Concordia
- 2007 : Doctorat honorifique de l'Université du Québec à Montréal[6]
- 2008 : Doctorat honorifique de l'Université McGill
- 2011 :  Fellow d'Ingénieurs Canada
- 2012 : Doctorat honorifique de l'Université d'Ottawa
- 2019 - Parmi les portraits des vingt-et-une Montréalaises exceptionnelles qui se démarquent sur les plans social, scientifique et culturel[14]

## Conseils d'administration
- 1965 - 1978 : Association des diplômés de l'École polytechnique de Montréal
- 1993 - 1999 : Conseil de recherches en sciences naturelles et en génie (CRSNG)[1]
- 1998 - 2004 : Réseaux canadiens de recherches en politiques publiques (RCRPP)
- 2007 : Conseil de recherches en sciences humaines du Canada (CRSH)[8]
- 2013 : Corporation de l'École polytechnique de Montréal